# 吕斯奈莱韦克
吕斯奈莱韦克（法語：Lucenay-l'Évêque，法語發音：[lysnɛ levɛk]）是法国索恩-卢瓦尔省的一个市镇，属于欧坦区。

## 地理
吕斯奈莱韦克（47°4'51"N, 4°14'44"E）面积25.36 平方千米，位于法国勃艮第-弗朗什-孔泰大區索恩-卢瓦尔省，该省份为法国中部省份，北起顺时针与科多尔省、汝拉省、安省、罗讷省、卢瓦尔省、阿列省和涅夫勒省接壤。
与吕斯奈莱韦克接壤的市镇（或旧市镇、城区）包括：萨维利、芒莱、巴尔奈、屈西昂莫尔旺、索芒。

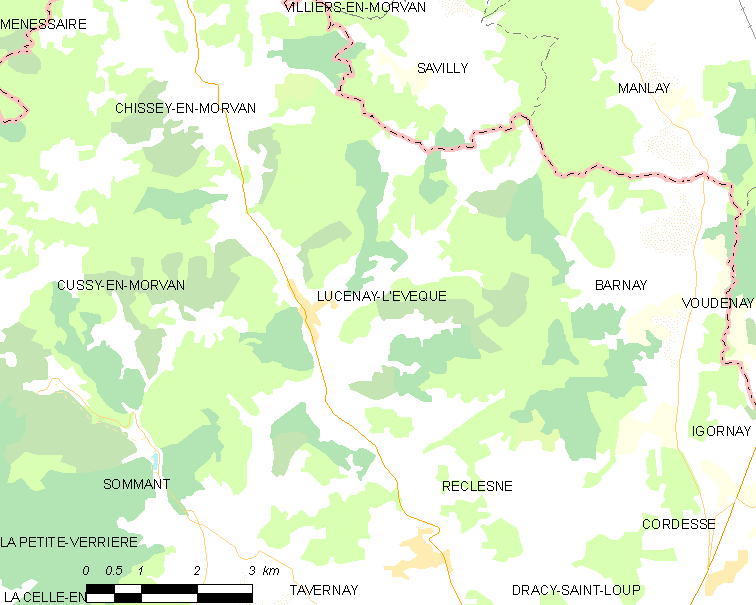
吕斯奈莱韦克的OSM定位图

吕斯奈莱韦克的时区为UTC+01:00、UTC+02:00（夏令时）。

## 行政
吕斯奈莱韦克的邮政编码为71540，INSEE市镇编码为71266。

## 政治
吕斯奈莱韦克所属的省级选区为欧坦第一县。

## 人口

1962-2008年间吕斯奈莱韦克人口变化图示

吕斯奈莱韦克于2022年1月1日时的人口数量为327人。